# CNN Pipeline
CNN Pipeline era un servicio de noticias en vídeo en idioma inglés proporcionando tanto por vídeo en directo y bajo demanda a los ordenadores de los suscriptores a través de conexiones de Internet de banda ancha. Fue parte del grupo de servicios de noticias de CNN. El servicio fue basado en suscripción, y no contenía publicidad como otras señales de CNN. Pipeline fue puesto a disposición del público el 5 de diciembre de 2005, después de años de planificación y meses de pruebas internas. Los servidores de banda ancha, almacenamiento y transmisión fueron proporcionados por AOL, que también es propiedad de Time Warner.
El 27 de junio de 2007, CNN descontinuado el servicio CNN Pipeline, para ser sucedido por una transmisión en vivo, gratuita y con publicidad, con el objetivo de sumar un mayor número de personas que utilicen el servicio.

## Programación
Mostraba un programa propio y videos de CNN Internacional, CNN Newsource y CNN Weather, manteniéndose las 24 horas del día.
El noticiero propio se transmitía en vivo (con una diferencia de pocos segundos) desde un estudio virtual en el CNN Center de Atlanta. Al igual que otras estaciones de la CNN, las anclas de CNN Pipeline realizaron entrevistas con los reporteros de CNN, y utilizaron estudios de CNN para las entrevistas por videoconferencia. El programa fue transmitido durante 12 horas cada día de la semana, de 12:00-00:00 UTC y 1 hora los fines de semana, 05:00-06:00 UTC. Se alimentaba de los sucesos de CNN Internacional y CNN/US.

## Disponibilidad
Mientras CNN Pipeline estaba basado en los Estados Unidos y su programación estaba fuertemente orientada hacia los espectadores estadounidenses, los usuarios de otros 40 países fueron capaces de suscribirse al servicio y ver el contenido de Pipeline:
| - Argentina - Australia - Austria - Bélgica - Brasil - Canadá - Chile - República Checa - Dinamarca - Finlandia | - Francia - Alemania - Grecia - Hungría - India - Irán - Irlanda - Israel - Italia - Japón | - Kuwait - Luxemburgo - México - Países Bajos - Nueva Zelanda - Corea del Norte - Noruega - Filipinas - Polonia - Portugal | - Arabia Saudita - Singapur - Sudáfrica - Corea del Sur - España - Suecia - Suiza - Turquía - Emiratos Árabes Unidos - Reino Unido |
| --- | ------------------------------------------------------------------------------------------ | --- | --- |